# Markéta Popperová
Markéta Popperová, též Greta Popperová, německy Grete Popper, (17. května 1896, Praha – 4. listopadu 1976, Krásná Lípa) byla pražská německá fotografka ve 30. letech 20. století.

## Život
Markéta „Grete“ Popperová je jedinou dosud známou fotografkou pražské německé kulturní scény meziválečného období. S oblibou vyhledávala neobvyklé úhly pohledu a zvláštní kompozice světel a stínů. Její tvorbu lze přiřadit k tvorbě skupiny Neues Sehen.
Byla členkou pražské pobočky Klubu německých amatérkých fotografů a uznávanou členkou britské Královské fotografické společnosti v Londýně.